# Глускі
Глускі (пол. Głóski) — село в Польщі, у гміні Нове Скальмежице Островського повіту Великопольського воєводства.
Населення — 250 осіб (2011).

## Демографія
Демографічна структура станом на 31 березня 2011 року:
|          | Загалом | Допрацездатний вік | Працездатний вік | Постпрацездатний вік |
| -------- | ------- | ------------------ | ---------------- | -------------------- |
| Чоловіки | 123     | 23                 | 82               | 18                   |
| Жінки    | 127     | 30                 | 63               | 34                   |
| Разом    | 250     | 53                 | 145              | 52                   |